# Baktay Patrícia
Baktay Patrícia (Vésztő, 1952. február 17. – 2010. november 28.) textilművész, középiskolai tanár.
Szimbolikussá növelt, mitikus alakjai a pogány kori hiedelemvilág és a szakrális keresztény ikonográfia összekapcsolásából eredeztethetők. Nemezplasztikáiban az emberi képzeletvilág irracionális dimenziói kapnak ragyogó színintenzitású, de szűkszavúan stilizált formát.

## Élete
1977-ben Pécsett a Tanárképzői Főiskola földrajz-rajz szakán szerzett diplomát. Textillel a '70-es évektől fogva foglalkozott, a '90-es években azonban nemezre tért át. Kezdetben bibliai témájú műveket alkotott, a későbbiekben groteszk elemek is megjelentek műveiben. 1991-től fogva Kaposváron volt az Iparművészeti Szakközépiskola pedagógusa.
1992-től fogva tagja volt a Kapos Art Képző- és Iparművészeti Egyesületnek, 1996-tól a Magyar Alkotóművészek Országos Egyesületének és a Somogyi Alkotók Egyesületének.

## Díjai
- Országos Játékpályázat, I. díj (1975)
- Országos Groteszk Pályázat nívódíja, Kaposvár (1993, 1996);
- Somogyi Tárlat III. díja, Kaposvár (1999).

## Egyéni kiállításai
- 1974 - Kisgaléria, Pécs
- 1982 - Bolgár Múzeum, Harkány
- 1987 - Árpád-kori templom, Mánfa [Samu Gézával]
- 1991 - Városi Művelődési Központ, Kaposvár
- 1992 - Kaposfüredi Galéria [Füzesi Zsuzsannával] - Bernáth Aurél-Ház, Marcali
- 1997 - Bajor Gizi Közösségi Ház, Balatonföldvár
- 1999 - Dzsámi, Szigetvár - Rippl-Rónai Múzeum, Kaposvár - Művelődési Központ, Sásd
- 2000 - Tamási Galéria, Ökollégium Art Galéria, Budapest
- 2002 - Bernáth Galéria, Marcali [L. Gaál Ildikóval] - Művelődési Ház, Nagyatád  Városi Múzeum, Csurgó [J. Lieber Erzsébettel]
- 2003 - Bajor Gizi Közösségi Ház, Balatonföldvár
- 2006 - Bálványállítás, Pannon Galéria, Kaposvár.

## Köztéri alkotásai (válogatás)
- 1973 - Horváth Endre Galéria, Balassagyarmat
- 1974 - Kisgaléria, Pécs
- 1982 - Bolgár Múzeum, Harkány
- 1984 - 2 gobelin, Újpetre, Házasságkötő Terem
- 1987 - Árpád-kori templom [Samu Gézával], Mánfa (kat.)
- 1991 - Városi Művelődési Központ, Kaposvár
- 1992 - Kaposfüredi Galéria [Füzesi Zsuzsával], Kaposvár
- 1992 - Bernáth Aurél Ház, Marcali
- 1992 - Vörös és Kék Kápolna, Balatonboglár
- 1997 - Bajor Gizi Közösségi Ház, Balatonföldvár
- 1999 - Rippl-Rónai Múzeum, Kaposvár.

## Csoportos kiállítások
- 1993 - Ecce Homo, Országos Képző- és Iparművészeti Pályázat kiállítása, Kecskeméti Képtár - Országos Groteszk Pályázat, Rippl-Rónai Múzeum, Kaposvár
- 1995 - Nemzetközi Nemezjáték Kiállítás, Szórakaténusz Játékmúzeum és Műhely, Kecskemét
- 1997 - Magyar Szalon '97, Műcsarnok, Budapest
- 2000 - Válogatás az elmúlt tíz év művészeti gyűjteményéből, Rippl-Rónai Múzeum, Kaposvár
- 2001 - A könyv műalkotás, Rippl-Rónai múzeum, Kaposvár
- 2002 - A tükör képei, Első Magyar Látványtár, Tapolca-Diszel - A papír ideje, Vaszary Képtár, Kaposvár
- 2003 - Találkozás. A Kaposfüredi Galéria tíz éve. Vaszary Képtár, Kaposvár.